# Mantova 1911 2019-2020
Questa voce raccoglie le informazioni riguardanti la Mantova 1911 S.S.D. nelle competizioni ufficiali della stagione 2019-2020.

## Stagione
Persa la promozione in Serie C (dopo un lungo testa a testa con il Como, oltre che nella finale play-off contro la Pro Sesto) e aver tentato inutilmente la via del ripescaggio in Serie C, il Mantova partecipa per la terza volta consecutiva al campionato di Serie D.
La guida tecnica vede un cambio di guardia: dopo l'addio di Massimo Morgia che accetta l'incarico di allenatore del Chieri, viene chiamato a guidare la panchina biancorossa Lucio Brando, biellese di 47 anni, ex allenatore di Fiorenzuola, Pont Donnaz Hone Arnad, Juventus Domo, Virtus Verbania e Feralpisalò.
La dirigenza biancorossa non ha alcuna esitazione a dichiarare che l'obiettivo finale è la promozione diretta in Serie C, categoria che a Mantova manca da due anni.
La rosa viene stravolta: i giovani in prestito dal Verona fanno ritorno nella città scaligera, Ferri Marini, Bertozzini, Manzo, Alma, Sbordone e De Santis lasciano il biancorosso, Cuffa si ritira dal calcio giocato e diventa allenatore della juniores mentre una nutrita schiera di giocatori seguono Morgia in Piemonte. Al contrario vestono la maglia biancorossa i nuovi Guccione, Mengoni (che subito dopo rescinde), Koni, Pavan, Mazzotti, Valentini, Marani, Adorni, e Giorgi (con un passato tra Serie A e Serie B), confermatissimo capitan Altinier idolo della tifoseria.
I virgiliani iniziano la loro stagione col ritiro di Camugnano, ridente paesino dell'Appennino tosco-emiliano in Provincia di Bologna.
Durante il ritiro si aggrega momentaneamente lo svincolato Davide Luppi in attesa di sistemazione dopo essersi svincolato dalla Viterbese Castrense.
In virtù del secondo posto del campionato precedente, il Mantova partecipa, per la prima volta dopo il fallimento del 2010, alla Coppa Italia TIM: la stagione dei biancorossi inizia con un sorprendente 2-0 inflitto al Siena, con reti di Scotto e Guccione. La vittoria permette ai biancorossi di sfidare il Pescara, formazione di Serie B: i virgiliani escono sconfitti per 3-2 solo nei minuti di recupero.
Il Mantova comincia il campionato con cinque vittorie consecutive e con un gioco fortemente offensivo, segnando in queste gare ben 22 reti. Il primo pareggio arriva a Forlì; seguono le importanti vittorie contro Franciacorta e Fanfulla, potenziali dirette concorrenti per la promozione, prima del pareggio contro il Crema. Nel frattempo emerge come principale inseguitrice il Fiorenzuola, ex squadra del nuovo allenatore Brando, che riesce a mantenersi sempre a ridosso dei virgiliani.
Il primo allungo dei biancorossi arriva all'inizio di novembre: mentre il Fiorenzuola non va oltre il pari contro il Sasso Marconi, il Mantova grazie a un secondo tempo esaltante batte per 3-2 il Mezzolara dopo essere anche stato sotto di due reti. Il sofferto pari in casa del neopromosso Progresso precede lo scontro diretto contro il Fiorenzuola, a cui i virgiliani si presentano con cinque punti di vantaggio. La partita termina 3-3: dopo un primo tempo emozionante in cui il Mantova rimonta due volte lo svantaggio, i biancorossi passano in vantaggio nella ripresa, per subire il definitivo pareggio a venti minuti dalla fine.
Una lieve flessione dei risultati causa l'avvicinamento del Fiorenzuola, che si porta a tre punti dalla capolista a seguito del pareggio dei biancorossi contro la Correggese. Il calo del rendimento della squadra e il notevole numero di gol subìti creano qualche malumore tra i tifosi. Tuttavia il Mantova riparte e chiude il 2019 con tre vittorie consecutive, due delle quali nette e senza subire gol: 3-0 contro Alfonsine e Ciliverghe. Il Mantova chiude così il girone d'andata primo in classifica, imbattuto e con sei punti di vantaggio sul Fiorenzuola e ben 49 reti all'attivo, 39 delle quali segnate dal trio d'attacco composto da Scotto, Altinier e Guccione.
Il 2020 dei biancorossi si apre con il match contro la Calvina, squadra rivoluzionata dal mercato invernale e che attraversa un ottimo periodo di forma. La partita termina 2-2, ma il pareggio consente ai virgiliani di aumentare il distacco sui rivali piacentini, sconfitti a Breno, che diventa di 7 punti. La prima vittoria del 2020 arriva al Martelli contro la Sammaurese. Nelle successive due partite, però, arrivano solo due pareggi, entrambi con i biancorossi che si vedono rimontare l'iniziale vantaggio, contro Lentigione e Vigor Carpaneto. Quest'ultima partita, con la rete del definitivo 1-1 subita all'ultimo minuto di recupero, unita al recupero del Fiorenzuola, riportatosi a tre punti dal Mantova, risulta fatale per il tecnico Brando, che viene esonerato nei giorni successivi. A Brando, che paga anche per la fragilità difensiva della squadra, subentra il suo vice, Gianluca Garzon, affiancato da Matías Cuffa.
Con la nuova gestione tecnica il Mantova ristabilisce il vantaggio precedente, approfittando di due sconfitte consecutive del Fiorenzuola: dopo il pareggio in rimonta in casa del Sasso Marconi (1-1), i biancorossi battono al Martelli il Forlì, riportandosi a +7 sui piacentini, nel frattempo battuti da Vigor Carpaneto e Calvina. Il 16 febbraio il Mantova subisce in casa del Franciacorta la prima sconfitta in campionato, dopo 23 risultati utili consecutivi, che rappresentano la miglior serie positiva della storia del club. I biancorossi mantengono il vantaggio sugli inseguitori piacentini, che nel frattempo perdono la terza partita consecutiva.
La sconfitta con il Franciacorta rappresenta l'ultima partita giocata dai biancorossi prima dell'esplosione della pandemia di Coronavirus; dapprima questo causa il rinvio solamente delle due partite in casa contro Fanfulla e Crema, provenienti dalle zone più interessate dal contagio. Il dilagare della malattia costringe tuttavia il campionato allo stop forzato di oltre un mese, provocando il rinvio, tra le altre gare, dello scontro diretto di Fiorenzuola del 29 marzo.
Il 20 maggio, a più di tre mesi dall'ultima gara disputata dai biancorossi, il Consiglio Federale della FIGC sospende definitivamente il campionato di Serie D; il 22 maggio, il Consiglio della Lega Nazionale Dilettanti propone ufficialmente di "congelare" le classifiche, promuovendo le prime classificate di ciascuno dei gironi di Serie D al momento della sospensione dei tornei, tra le quali rientrerebbero anche i biancorossi; questa decisione viene ratificata l'8 giugno dal Consiglio Federale della FIGC, che sancisce la promozione del Mantova in Serie C dopo tre anni.

## Divise e sponsor
Lo sponsor tecnico per la stagione 2019-2020 è Givova.
La prima maglia è come da tradizione bianca con una banda trasversale rossa. La divisa da trasferta ne riprende lo schema, invertendo i colori. Alle due maglie tradizionali, invariate dalla stagione precedente, si aggiunge una terza maglia verde con banda trasversale biancorossa, una novità assoluta nella storia del club.
| Casa | Trasferta | Terza divisa |

Il main sponsor, invece per la stagione 2019-2020 è TEA Energia, azienda mantovana che si occupa della vendita di luce, gas e teleriscaldamento per la casa e il lavoro.

## Organigramma societario
Area direttiva
- Presidente: Ettore Masiello
- Vice presidente: Gianluca Pecchini
- Direttore generale: Gianluca Pecchini

Area organizzativa
- Segretario generale: Laura Vaccari
- Segretario sportivo: Claudio Naldi
- Team manager: Alberto Mascotto

Area marketing
- Ufficio marketing: Lara Tassini

Area tecnica
- Direttore sportivo: Emanuele Righ
- Allenatore: Lucio Brando, da gennaio Matías Cuffa
- Allenatore in seconda: fino a gennaio Matías Cuffa
- Collaboratore tecnico: Nicholas Lazzari
- Preparatore atletico: Corrado Merighi
- Preparatore dei portieri: Federico Infanti

Area sanitaria
- Responsabile: Stefano Zarattoni
- Medici sociali: Enrico Ballardini
- Fisioterapista: Marcello Croci

## Rosa
| N. |                    | Ruolo | Calciatore                   |
| -- | ------------------ | ----- | ---------------------------- |
| 1  | Grecia (bandiera)  | P     | Vasilios Athanasiou          |
| 2  | Italia (bandiera)  | D     | Davide Galazzini             |
| 3  | Italia (bandiera)  | D     | Andrea Venturini             |
| 4  | Italia (bandiera)  | C     | Nicola Mazzotti              |
| 5  | Italia (bandiera)  | D     | Marco Carminati              |
| 6  | Italia (bandiera)  | C     | Gaetano Navas                |
| 7  | Italia (bandiera)  | C     | Simone Minincleri            |
| 8  | Italia (bandiera)  | C     | Giuseppe D'Iglio             |
| 9  | Italia (bandiera)  | A     | Luigi Scotto                 |
| 10 | Italia (bandiera)  | A     | Filippo Guccione             |
| 11 | Italia (bandiera)  | A     | Cristian Altinier (capitano) |
| 13 | Italia (bandiera)  | D     | Manuel Musiani               |
| 14 | Italia (bandiera)  | D     | Simone Aldrovandi            |
| 15 | Italia (bandiera)  | C     | Vincenzo Lisi                |
| 16 | Marocco (bandiera) | D     | Anass Serbouti               |
| 17 | Italia (bandiera)  | C     | Luigi Giorgi                 |

| N. |                    | Ruolo | Calciatore          |
| -- | ------------------ | ----- | ------------------- |
| 19 | Italia (bandiera)  | A     | Agostino Mascari    |
| 20 | Italia (bandiera)  | A     | Filippo Campagnari  |
| 21 | Italia (bandiera)  | A     | Francesco Finocchio |
| 22 | Italia (bandiera)  | P     | Federico Adorni     |
| 23 | Italia (bandiera)  | C     | Michele Valentini   |
| 24 | Italia (bandiera)  | C     | Simone Marani       |
| 25 | Italia (bandiera)  | A     | Gianmarco Alberini  |
| 27 | Italia (bandiera)  | A     | Andrea Tremolada    |
| 28 | Albania (bandiera) | C     | Kevin Haveri        |
| 33 | Italia (bandiera)  | D     | Nicola Pavan        |
| 34 | Italia (bandiera)  | D     | Federico Tosi       |
|    | Italia (bandiera)  | D     | Paolo Dellafiore    |
|    | Italia (bandiera)  | C     | Pablo Landri        |
|    | Italia (bandiera)  | A     | Alberto Fiumicetti  |
|    | Italia (bandiera)  | A     | Emanuele Anastasia  |

## Calciomercato

### Sessione estiva
| Acquisti | Acquisti            | Acquisti           | Acquisti        |
| R.       | Nome                | da                 | Modalità        |
| -------- | ------------------- | ------------------ | --------------- |
| P        | Vasilios Athanasiou | AlbinoLeffe        | Titolo gratuito |
| P        | Federico Adorni     | Parma              | Titolo gratuito |
| P        | Mattia Bonizzato    | Ciliverghe Mazzano | Titolo gratuito |
| D        | Andrea Mengoni      | -                  | Svincolato      |
| D        | Marco Carminati     | Brescia            | Titolo gratuito |
| D        | Anass Serbouti      | Torino             | Titolo gratuito |
| D        | Nicola Pavan        | Caronnese          | Titolo gratuito |
| D        | Davide Galazzini    | Verona             | Prestito        |
| D        | Federico Tosi       | Verona             | Titolo gratuito |
| D        | Andrea Venturini    | Rimini             | titolo gratuito |
| C        | Giuseppe D'Iglio    | Chieri             | Titolo gratuito |
| C        | Nicola Mazzotti     | Forlì              | Titolo gratuito |
| C        | Luigi Giorgi        |                    | Svincolato      |
| C        | Michele Valentini   | Imolese            | Titolo gratuito |
| C        | Simone Marani       | Bagnolese          | Titolo gratuito |
| C        | Vincenzo Lisi       | Verona             | Prestito        |
| C        | Gaetano Navas       | Verona             | Titolo gratuito |
| A        | Agostino Mascari    | Cosenza            | Prestito        |
| A        | Indrit Koni         | Virtus Bolzano     | Titolo gratuito |
| A        | Filippo Guccione    | Pro Sesto          | Titolo gratuito |
| A        | Andrea Tremolada    | Olginatese         | Titolo gratuito |
| A        | Francesco Finocchio | -                  | Svincolato      |

| Cessioni | Cessioni             | Cessioni         | Cessioni                  |
| R.       | Nome                 | a                | Modalità                  |
| -------- | -------------------- | ---------------- | ------------------------- |
| P        | Nicola Borghetto     | Verona           | Fine prestito             |
| P        | Leonardo Doro        | Verona           | Fine prestito             |
| D        | Luigi Manzo          | Taranto          | Titolo gratuito           |
| D        | Rayyan Baniya        | Verona           | Fine prestito             |
| D        | Andrea Bertozzini    | Correggese       | Titolo gratuito           |
| D        | Fabrizio De Santis   | Virtus Bolzano   | Titolo gratuito           |
| D        | Andrea Mengoni       | -                | Rescissione contratto     |
| C        | Lorenzo Cecchi       | Chieri           | Titolo gratuito           |
| C        | Federico Varano      | Chieri           | Titolo gratuito           |
| C        | Sante Giacinti       | Chieri           | Titolo gratuito           |
| C        | Vincenzo Silvestro   | Verona           | Fine prestito             |
| C        | Matías Cuffa         |                  | Ritiro dal calcio giocato |
| C        | Alessandro Cherubin  | Verona           | Fine prestito             |
| C        | David Yeboah         | Chieri           | Titolo gratuito           |
| A        | Daniele Ferri Marini | Potenza          | Titolo gratuito           |
| A        | Giuliano Alma        | Turris           | Titolo gratuito           |
| A        | Gianluca Sbordone    | Chieri           | Titolo gratuito           |
| A        | Nicola Ferrari       | Folgore Caratese | Titolo gratuito           |
| A        | Joseph Ekuban        | Verona           | Fine prestito             |
| A        | Indrit Koni          | Virtus Bolzano   | titolo gratuito           |

### Sessione invernale
| Acquisti | Acquisti           | Acquisti             | Acquisti        |
| R.       | Nome               | da                   | Modalità        |
| -------- | ------------------ | -------------------- | --------------- |
| D        | Paolo Dellafiore   | -                    | svincolato      |
| C        | Pablo Landri       | Nocerina             | titolo gratuito |
| A        | Alberto Fiumicetti | Verona               | prestito        |
| A        | Emanuele Anastasia | Arzignano Valchiampo | titolo gratuito |

| Cessioni | Cessioni         | Cessioni       | Cessioni                  |
| R.       | Nome             | a              | Modalità                  |
| -------- | ---------------- | -------------- | ------------------------- |
| A        | Agostino Mascari | -              | rescissione del contratto |
| C        | Simone Marani    | Bagnolese      | titolo gratuito           |
| A        | Andrea Tremolada | NibionnOggiono | prestito                  |

## Risultati

### Girone di andata
| Arbitro: | Villa (Rimini) |

|                                                        |           |           |
| Guccione 3’ 35’ Pavan 48’ Marani 92’ Scotto 95’ (rig.) | Marcatori | 45’ Crema |

| Arbitro: | Lovison (Padova) |

|                             |           |                                              |
| Costantini 56’ Noschese 61’ | Marcatori | 21’ 52’ Altinier 39’ 60’ Guccione 49’ Scotto |

| Arbitro: | Restaldo (Ivrea) |

|                                      |           |                                     |
| Scotto 38’ (rig.) 40’ 57’ 83’ (rig.) | Marcatori | 58’ Piccinini 75’ (rig.) Bernasconi |

| Arbitro: | Bracaccini (Macerata) |

|           |           |                                       |
| Rossi 70’ | Marcatori | 58’ Guccione 68’ Scotto 81’ Valentini |

| Arbitro: | Sfira (Pordenone) |

|                                                            |           |                      |
| Guccione 7’ 21’ Scotto 36’ (rig.) Altinier 38’ Mascari 82’ | Marcatori | 76’ (rig.) Draghetti |

| Arbitro: | Tesi (Lucca) |

|           |           |                   |
| Gomez 33’ | Marcatori | 12’ (rig.) Scotto |

| Arbitro: | Campobasso (Formia) |

|                                                  |           |                               |
| Altinier 19’ 56’ Valentini 22’ Scotto 48’ (rig.) | Marcatori | 43’ Bertazzoli 47’ Bardelloni |

| Arbitro: | Vingo (Pisa) |

|  |           |              |
|  | Marcatori | 10’ Altinier |

| Arbitro: | Calzavara (Varese) |

|                 |           |                             |
| Ferrari 35’ 77’ | Marcatori | 16’ Finocchio 38’ Galazzini |

| Arbitro: | Grasso (Ariano Irpino) |

|                                         |           |                          |
| Finocchio 64’ Guccione 76’ Altinier 79’ | Marcatori | 1’ De Luca 50’ Ianniello |

| Arbitro: | Di Cicco (Lanciano) |

|                         |           |                         |
| Girotti 4’ Esposito 28’ | Marcatori | 5’ Valentini 76’ Scotto |

| Arbitro: | Crezzini (Siena) |

|                                    |           |                                      |
| Altinier 42’ Lisi 45+1’ Scotto 60’ | Marcatori | 4’ Boilini 43’ Tognoni 71’ Arrondini |

| Arbitro: | Andreano (Prato) |

|             |           |                        |
| Manuzzi 85’ | Marcatori | 2’ Scotto 17’ Altinier |

| Arbitro: | Ferrieri Caputi (Livorno) |

|                   |           |               |
| Scotto 58’ (rig.) | Marcatori | 52’ Saporetti |

| Arbitro: | Rispoli (Locri) |

|  |           |                        |
|  | Marcatori | 36’, 48’, 65’ Guccione |

| Arbitro: | Di Francesco (Ostia Lido) |

|                             |           |  |
| Altinier 30’ Scotto 39’ 83’ | Marcatori |  |

| Arbitro: | Silvera (Valdagno) |

|          |           |                         |
| Crea 83’ | Marcatori | 22’ Scotto 54’ Guccione |

### Girone di ritorno
| Arbitro: | Longo (Cuneo) |

|                               |           |                           |
| Boldrin 21’ Recino 37’ (rig.) | Marcatori | 12’ Altinier 35’ Guccione |

| Arbitro: | Crescenti (Trapani) |

|                       |           |              |
| Scotto 44’ Giorgi 53’ | Marcatori | 88’ Dalmasso |

| Arbitro: | Castellone (Napoli) |

|                 |           |                          |
| Zagnoni 24’ 69’ | Marcatori | 12’ Galazzini 51’ Scotto |

| Arbitro: | Pistarelli (Fermo) |

|                 |           |              |
| Bruno 7’ (aut.) | Marcatori | 90+4’ Scappi |

| Arbitro: | Mirabella (Napoli) |

|          |           |                   |
| Seck 39’ | Marcatori | 87’ (rig.) Scotto |

| Arbitro: | Lingamoorthy (Genova) |

|              |           |  |
| Guccione 42’ | Marcatori |  |

| Arbitro: | Turrini (Firenze) |

|                            |           |              |
| Boschetti 68’ Razzitti 72’ | Marcatori | 38’ Guccione |

| Mantova Annullata 25ª giornata | Mantova | – | Fanfulla | Stadio Danilo Martelli |

| Mantova Annullata 26ª giornata | Mantova | – | Crema | Stadio Danilo Martelli |

| Budrio Annullata 27ª giornata | Mezzolara | – | Mantova | Stadio Pietro Zucchini |

| Mantova Annullata 28ª giornata | Mantova | – | Progresso | Stadio Danilo Martelli |

| Fiorenzuola d'Arda Annullata 29ª giornata | Fiorenzuola | – | Mantova | Stadio comunale |

| Mantova Annullata 30ª giornata | Mantova | – | Savignanese | Stadio Danilo Martelli |

| Correggio Annullata 31ª giornata | Correggese | – | Mantova | Stadio Walter Borelli |

| Mantova Annullata 32ª giornata | Mantova | – | Alfonsine | Stadio Danilo Martelli |

| Mazzano Annullata 33ª giornata | Ciliverghe Mazzano | – | Mantova | Centro sportivo comunale |

| Mantova Annullata 34ª giornata | Mantova | – | Breno | Stadio Danilo Martelli |

### Coppa Italia
| Arbitro: | Di Cairano (Ariano Irpino) |

|  |           |                                |
|  | Marcatori | 40’ (rig.) Scotto 55’ Guccione |

| Arbitro: | Rapuano (Rimini) |

|                                                   |           |                            |
| Tumminello 13’ (rig.) Di Grazia 79’ Ventola 90+1’ | Marcatori | 50’ Guccione 90’ Tremolada |

### Coppa Italia Serie D
| Arbitro: | Schiavon (Treviso) |

|                                    |           |                                                          |
| Mascari 64’ 82’ D'Iglio 87’ (rig.) | Marcatori | 19’ (rig.) 53’ Confalonieri 58’ Coulibaly 79’ De Angelis |

## Statistiche

### Statistiche di squadra
Aggiornate al 16 febbraio 2020
| Competizione         | Punti | In casa | In casa | In casa | In casa | In casa | In casa | In trasferta | In trasferta | In trasferta | In trasferta | In trasferta | In trasferta | Totale | Totale | Totale | Totale | Totale | Totale | D.R. |
| Competizione         | Punti | G       | V       | N       | P       | Gf      | Gs      | G            | V            | N            | P            | Gf           | Gs           | G      | V      | N      | P      | Gf     | Gs     | D.R. |
| -------------------- | ----- | ------- | ------- | ------- | ------- | ------- | ------- | ------------ | ------------ | ------------ | ------------ | ------------ | ------------ | ------ | ------ | ------ | ------ | ------ | ------ | ---- |
| Serie D (Girone D)   | 51    | 11      | 8       | 3       | 0       | 32      | 14      | 13           | 6            | 6            | 1            | 27           | 17           | 24     | 14     | 9      | 1      | 59     | 31     | +28  |
| Coppa Italia         | -     | 0       | 0       | 0       | 0       | 0       | 0       | 2            | 1            | 0            | 1            | 4            | 3            | 2      | 1      | 0      | 1      | 4      | 3      | +1   |
| Coppa Italia Serie D | -     | 1       | 0       | 0       | 1       | 3       | 4       | 0            | 0            | 0            | 0            | 0            | 0            | 1      | 0      | 0      | 1      | 3      | 4      | -1   |
| Totale               | -     | 12      | 8       | 3       | 1       | 35      | 18      | 15           | 7            | 6            | 2            | 31           | 20           | 27     | 15     | 9      | 3      | 66     | 38     | +28  |

### Andamento in campionato
| Giornata  | 1 | 2 | 3 | 4 | 5 | 6 | 7 | 8 | 9 | 10 | 11 | 12 | 13 | 14 | 15 | 16 | 17 | 18 | 19 | 20 | 21 | 22 | 23 | 24 | 25 | 26 | 27 | 28 | 29 | 30 | 31 | 32 | 33 | 34 |
| --------- | - | - | - | - | - | - | - | - | - | -- | -- | -- | -- | -- | -- | -- | -- | -- | -- | -- | -- | -- | -- | -- | -- | -- | -- | -- | -- | -- | -- | -- | -- | -- |
| Luogo     | C | T | C | T | C | T | C | T | T | C  | T  | C  | T  | C  | T  | C  | T  | T  | C  | T  | C  | T  | C  | T  | C  | C  | T  | C  | T  | C  | T  | C  | T  | C  |
| Risultato | V | V | V | V | V | N | V | V | N | V  | N  | N  | V  | N  | V  | V  | V  | N  | V  | N  | N  | N  | V  | P  |    |    |    |    |    |    |    |    |    |    |
| Posizione | 1 | 1 | 1 | 1 | 1 | 1 | 1 | 1 | 1 | 1  | 1  | 1  | 1  | 1  | 1  | 1  | 1  | 1  | 1  | 1  | 1  | 1  | 1  | 1  |    |    |    |    |    |    |    |    |    |    |

Legenda:

Luogo: C = Casa; T = Trasferta. Risultato: V = Vittoria; N = Pareggio; P = Sconfitta.